# Orden del Imperio Británico
La Excelentísima Orden del Imperio Británico (en inglés, The Most Excellent Order of the British Empire; OBE) es una orden de caballería fundada el 4 de junio de 1917 por el rey Jorge V.

## Historia
Los nombramientos se realizan por recomendación de los Gobiernos del Reino Unido y de algunos reinos de la Mancomunidad de Naciones. Por convención las juezas de la Corte Suprema de Inglaterra y Gales son automáticamente damas comendadoras. Los jueces son Knights Bachelor.
El monarca británico es el soberano de la Orden y es quien nombra a los otros miembros de la misma. El siguiente miembro en importancia es el gran maestre, actualmente vacante tras el fallecimiento de Felipe de Edimburgo. Además, la Orden tiene seis oficiales: el prelado (el obispo de Londres, tercer obispo más importante en la Iglesia anglicana), el deán (siempre el deán de la catedral de San Pablo de Londres), el rey de armas, el registrador, también el secretario y el ujier del Sello Rojo.
Entre 1957 y 1974 se decidió que las órdenes otorgadas por valentía lucirían dos hojas de roble plateadas sobre los galones, pero se abandonó al instaurarse la Queen's Gallantry Medal.
En ciertas ocasiones, el soberano designa un Collar Day, durante el cual, los miembros pueden lucir el collar de la Orden sobre el uniforme o el vestido de ceremonia. Los collares son devueltos al soberano después de la muerte del receptor, si bien el resto de las insignias se pueden conservar.
Desde 1960 la capilla de la Orden está situada en la cripta de la catedral de San Pablo de Londres; los servicios se realizan en la nave principal.
Los dos primeros rangos implican entrar en la caballería y utilizan los prefijos Sir o Dame. Además, los condecorados de gran cruz pueden colgar su estandarte heráldico en la capilla de la Orden. Si lo tienen, pueden añadir al suyo el anillo (un círculo con el lema) y el collar. Los caballeros comendadores y los comendadores pueden usar el anillo en su escudo, pero no el collar. La insignia cuelga del collar o del anillo.
Se pueden crear caballeros honorarios en caso de no ser ciudadanos británicos. En tal caso, pueden usar el post-nominal correspondiente, pero no el prefijo.

Los caballeros, damas y comendadores del Imperio británico pueden adornar sus escudos de armas rodeándolos con la divisa de la orden.

## Grados
La Orden comprende cinco clases en cada una de sus dos divisiones: civil y militar. La Orden consta de los siguientes grados:
- Gran Cruz de Caballero o Gran Cruz de Dama de la Orden del Imperio Británico (GBE)[2]
- Caballero Comendador (KBE) o Dama Comendadora de la Orden del Imperio Británico (DBE)
- Comendador de la Orden del Imperio Británico (CBE)
- Oficial de la Orden del Imperio Británico (OBE)
- Miembro de la Orden del Imperio Británico (MBE)

La Orden está limitada a 100 en la clase gran cruz, y comprende aproximadamente 845 caballeros comendadores y 8960 comendadores. No hay límites para las otras clases, pero solo se pueden nombrar 858 oficiales y 1464 miembros por año.

## Vestimentas y distintivos

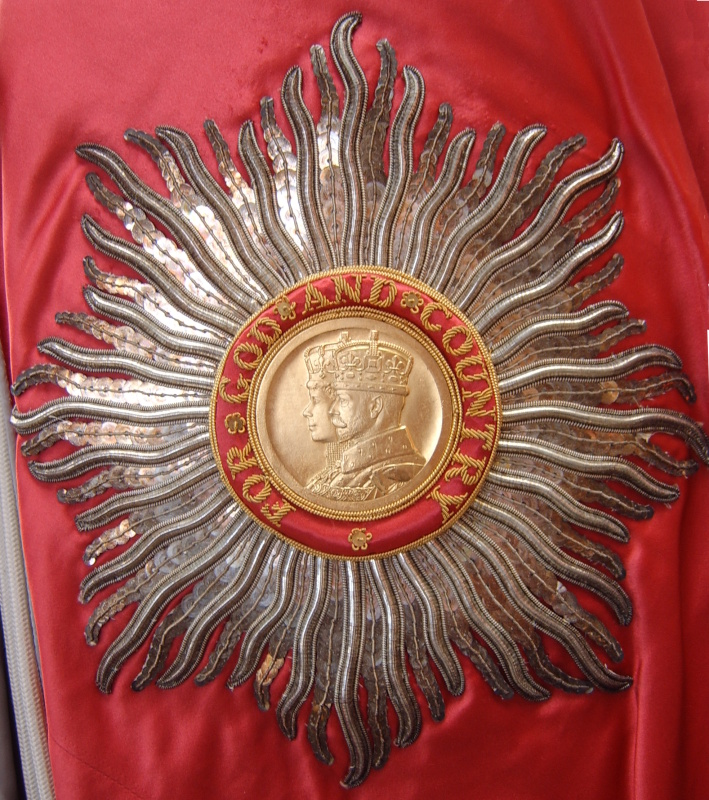
Vista detallada de la estrella en el manto.

### Grandes ocasiones
Reuniones de la Orden o coronaciones:
- La capa: Lucida por los caballeros y damas de la gran cruz, confeccionada en satén de color rosa con líneas en gris perla. En el costado izquierdo está bordada la estrella.
- El collar: Lucido nada más que por los caballeros y damas de la gran cruz, está hecho de oro. Consiste en seis medallones con el escudo real, alternado con seis medallones con el monograma real. Los medallones están unidos mediante hilos de oro que sostienen lones y coronas. La insignia cuelga del collar.

### Otras ocasiones
- La estrella: Una estrella de ocho puntas para los miembros Gran Cruz y de cuatro puntas para los miembros Comendadores. Está hecha en plata, y en el medio lleva un anillo rojo con el lema de la Orden (For God and the Empire / Por Dios y por el Imperio). Originalmente, en el centro aparecía la imagen de Britania, pero desde 1937 aparecen las imágenes de Jorge V y la Reina María.

- La insignia: Es la única insignia que lucen todos los miembros. Es una cruz patoncé, con el mismo medallón central que la estrella en el anverso y el monograma real de Jorge V en el reverso. Sobre el brazo superior de la cruz hay una corona imperial. Varía de tamaño según la clase, y para las clases Caballeros de la Gran Cruz, Caballeros Comendadores y Comendadores es de esmalte azul cielo con el anillo en rojo; la de Oficiales es dorada y la de Miembro es en plata.

Está sostenida por un galón rosa con las puntas en gris perla. La división militar lleva además una franja gris perla central.